# Solenostomus leptosoma
Solenostomus leptosoma is een straalvinnige vissensoort uit de familie van de buisbekken (Solenostomidae). De wetenschappelijke naam van de soort is voor het eerst geldig gepubliceerd in 1908 door Tanaka.